# Chateh
Chateh, également connue sous le nom de Assumption, est une communauté non incorporée du Nord de l'Alberta au Canada. Elle est située sur la réserve indienne de Hay Lake 209 à 12 km au nord de la route 58 et à 91 km au nord-ouest de High Level.

## Annexe